# Rincón Negro
Rincón Negro es el nombre que recibe un sector del noroeste la isla Soledad del archipiélago de las Malvinas, que según la Organización de las Naciones Unidas (ONU), está en litigio de soberanía entre el Reino Unido, quien la administra como parte del territorio británico de ultramar de las Malvinas, y la Argentina, quien reclama su devolución, y la integra en el departamento Islas del Atlántico Sur de la provincia de Tierra del Fuego, Antártida e Islas del Atlántico Sur.
Este sector está al fondo del brazo San Carlos, al sur de la bahía Bonners y del asentamiento de San Carlos. También se halla enfrente de la Punta Marina y del cerro Campito que se encuentran al oeste, y próximo a los escenarios de la batalla de San Carlos ocurrida luego del desembarco británico durante la guerra de las Malvinas de 1982. 